# Берлинер, Барух
Барух Берлинер (ивр. ברוך ברלינר‎; род. 1942) — израильский композитор, математик и поэт. Автор музыкальных произведений, песен, книг и статей.

## Биография
Барух Берлинер родился в Тель-Авиве.
Он получил докторскую степень по математике в Цюрихском университете (Швейцария), где также работал актуарием в одной из крупнейших перестраховочных компаний мира — Swiss Re, до 1990 года, когда он вернулся с семьёй в Израиль.
С 1990 по 2007 год он был старшим научным сотрудником факультета менеджмента Тель-Авивского университета и председателем Научного института страхования Эрхарда. В рамках своей исследовательской деятельности он был приглашён с лекциями в различные университеты и на актуарные конференции. Написал две книги и более 100 статей по актуарным наукам, финансам и экономике.
Много лет он пишет стихи на иврите, немецком и английском языках. Помимо произведения «Сотворение мира», среди его работ — «Авраам», симфоническая поэма для филармонического оркестра, рассказчика и мужского хора, а также лёгкие южноамериканские танцы в ритме вальса. В 2016 году в Киеве прошёл мемориальный концерт, посвящённый 75-летию трагедии в Бабьем Яру. На этом концерте под управлением Алекса Ански Симфонический оркестр Украины исполнил произведения Берлинера: «Авраам» и «Каин и Авель».
После этого его произведения исполнялись на фестивале Хубермана в Польше, в Болгарии, в США, Португалии, России, Франции, Сербии, Австрии, Эстонии, Казахстане, Молдове, Армении и Румынии. Также состоялась премьера его произведения «Лестница Иакова». Двадцать концертов, запланированных на 2020 год (включая концерты в Лейпциге и Гамбурге), были отменены из-за пандемии коронавируса.
В 2020 году была издана его книга юмористических стихов на немецком языке «Umgestülpter Humor».
В 2021 году его произведения, посвящённые Торе, впервые исполнялись в мусульманских странах — Турции, Кыргызстане и Казахстане.
В 2024 году симфоническая поэма «Сон Иакова» была исполнена в Карнеги-холл в Нью-Йорке.
В 2022 году была выпущена новая композиция Берлинера для еврейской молитвы «Эль Мале Рахамим», ставшая частью саундтрека к фильму «Адрес на стене».
В фильме Алекс Ански вспоминает поездку и концерт в Киеве 2016 года, а также показано, как драматически изменилась жизнь евреев с приходом нацистов в Киев и началом резни, в которой были убиты около 100 000 евреев. На фоне хаоса разворачиваются истории нескольких персонажей, включая немецкого солдата Ханса, вынужденно призванного в армию, чьи чувства и поступки противопоставлены жестокости нацистов. Фильм был показан на около 20 кинофестивалях по всему миру, включая Германию, Италию, Грецию, Венгрию, Кипр, США и другие. В 2023 году произведения Берлинера исполнялись в демилитаризованной зоне между Северной и Южной Кореей.